# Klimaatconferentie van Bonn 2017
De Klimaatconferentie van Bonn 2017 was een conferentie van de Verenigde Naties over klimaatverandering, gehouden in Bonn (Duitsland), van 6 tot 17 november 2017. Het was 23ste Conference of the Parties (COP23) in het kader van de United Nations Framework Convention on Climate Change (UNFCCC), en tevens de dertiende sessie van de partners in het Kyoto-protocol (CMP 13), en de tweede sessie van de partners in uitvoering van het Akkoord van Parijs (CMA 2). De conferentie was tegelijk het vervolg op de Klimaatconferentie van Parijs 2015 en de aanloop naar de Klimaatconferentie van Katowice 2018 (Polen).

## Deelnemers
Aan de conferentie van de partijen (COP23) namen 9.202 vertegenwoordigers van de 194 partijen in het Akkoord van Parijs deel. Samen met waarnemers, 
NGO’s en de media ging het om meer dan 16.000 personen.
Nederland en België konden naar verluidt in de aanloop naar Bonn echter geen al te beste resultaten voorleggen inzake klimaatdoelstellingen.

## Organisatie
De conferentie, die was bijeengeroepen onder leiding van de Fiji-eilanden, stond onder voorzitterschap van Fiji's premier Frank Bainimarama. De onderhandelingen werden geleid door mevrouw Nazhat Shameem Khan, VN-vertegenwoordiger van Fiji. Duitsland nam de technische organisatie op zich.

## Doelstellingen
Op de agenda stond de uitvoering van het Akkoord van Parijs. De nadruk lag op het ontwikkelen van procedures voor de implementatie van het Akkoord van Parijs op een hele reeks terreinen, waaronder transparantie, adaptatie, emissiereducties, financiering, capaciteitsopbouw en technologie.

## Resultaten
Er werd vooruitgang geboekt in technische discussies over de richtlijnen, in uitvoering van het Akkoord van Parijs, onder meer met een plan opgesteld voor de ontwikkeling van transparantieregels en rapportageverplichtingen. Het thema van de fossiele brandstoffen werd echter grotendeels doorgeschoven naar de Klimaatconferentie van 2018.
Na moeizame eindonderhandelingen werd een akkoord gesloten over het financiële luik. Over het verzoek van Turkije naar toegang tot het Green Climate Fund werd echter geen compromis bereikt.
De afgevaardigden besloten ook in januari 2018 de zogenaamde "Talanoa-dialoog"" te lanceren. Talanoa is een sociaal concept op de Fiji-eilanden, en omvat een uitgebreide transparante uitwisseling tussen alle betrokken partijen, met het oog op oplossingen voor het algemeen welzijn, in dit geval de uitvoering van het Akkoord van Parijs. Vooral de ontwikkelingslanden drongen aan op een ambitieus klimaatbeleid, teneinde de Opwarming van de Aarde beneden de 2 graden, en zo mogelijk 1,5 graden te houden.

## Reacties en kritiek
Verschillende politieke leiders spraken zich uit in het kader van de conferentie. Zo pleitte Frank Bainimarama, premier van Fiji, vurig voor het streefdoel van maximum 1,5 graad opwarming. De Duitse bondskanselier Angela Merkel stelde het uitfaseren van bruinkool in de Duitse energiemix in het vooruitzicht. De Franse president Emmanuel Macron zei financiële steun toe aan het Intergovernmental Panel on Climate Change (IPCC), na een mogelijke intrekking van financiering door de Verenigde Staten, en kondigde de One Planet Summit aan, op 12 december 2017 in Parijs, twee jaar na het Akkoord van Parijs uit 2015. Volgens VN-secretaris-generaal António Guterres moeten we de ambities verhogen, en meer doen op vijf actiegebieden: emissies, adaptatie, financiën, partnerships en leiderschap.
Voor en tijdens de conferentie werd door milieubewegingen gedemonstreerd voor een snellere energietransitie, met uitfasering van vooral steenkool. Ignace Schops van het Climate Reality Project, een denktank onder impuls van Al Gore, gaat nog een stap verder: ”het is tijd om de noodtoestand uit te roepen. Geen jaarlijkse, maar maandelijkse samenkomsten van onze wereldleiders met één agenda: ons voortbestaan.”
Volgens een rapport van lobby-waakhond Corporate Accountability International zou het bedrijfsleven, en met name de fossiele industrie, een te grote invloed uitoefenen op de klimaatbesprekingen, door sponsoring, door aanwezigheid op zittingen achter gesloten deuren, of door het inbrengen van klimaatvoorstellen inzake technologie-overdracht, waardoor het gebruik van fossiele energie bestendigd wordt.
Een andere, vaak onderbelichte kwestie, is de dubbele genderkloof in het klimaatdossier: enerzijds zijn vrouwen onevenredig vaker kwetsbaar voor negatieve klimaatinvloeden, terwijl anderzijds het aantal vrouwen op klimaatconferenties ondermaats blijft. Zo was slechts één op de drie afgevaardigden op de laatste twee klimaatconferenties een vrouw. Daarom werd in Bonn besloten tot een Gender Action Plan.